# Феодализм (альбом)
Феодали́зм — сборник-антология группы «Аквариум». Запись песен велась после возвращения Гребенщикова из США в конце сентября 1989 года, но официально вышел он 22 февраля 2007 года.
Записи были сделаны в разных местах — в Доме Радио (под предлогом записи музыки для фильма Сергея Дебижева), на «Мосфильме» (для Сергея Соловьёва) и, главным образом, на студии «Аквариума» в ДК Связи. В ней, за 4 года существования студии, были записаны: музыка к митьковскому мультфильму «МитькиМайер» и фильму «Митьки в Европе», демо к фильму Соловьёва «Дом под звёздным небом», частично «Bardo» и «Radio London» и множество других записей, которые были украдены неизвестными и выпущены пиратским способом под названием «Аквариум — 89. Феодализм».

## Аннотация к альбому
Здесь собраны материалы для неоконченного альбома «Феодализм», над которым «Аквариум» работал в период между «Равноденствием» и «Русским альбомом».
- Голос, гитары — БГ
- Скрипка — Андрей Решетин
- Флейта, клавиши — Андрей Романов
- Бас — Александр Титов, Сергей Березовой
- Ударные — Пётр Трощенков
- Percussion — Михаил Васильев
- Аккордеон, мандолина — Сергей Щураков
- Голоса — Андрей Романов, Всеволод Гаккель («Благословение Холмов»)

+
- Электрогитара — Александр Ляпин («Сестра»)
- Труба — Александр Беренсон («Сестра»)
- Саксофон — И. Тимофеев («Джунгли»)
- Орган — Б. Рубекин («Джунгли»)

+++
- Запись — Слава Егоров, Дмитрий Липай, В.Венгеровский, Студия Док. Фильмов

+++
- Дизайн — Н.Федосова (Colour Of Dreams)
- Фото — А. Усов

+++
- «Аквариум» благодарит Е. Гапеева и И. Петрученко за сохранение утерянных записей.

Особая благодарность нашему другу АЛЕКСАНДРУ (г. Киев), чьё щедрое участие сделало возможным данное издание.

(Aquarium.ru Страница альбома на официальном сайте группы.)

## Список композиций
Музыка и текст во всех песнях — БГ.
1. Благословение холмов (0:54)
2. Святой Герман (4:58)
3. Боже, храни полярников (2:59)
4. Не стой на пути у высоких чувств (3:53)
5. Сестра (4:21)
6. Серебро господа моего (3:33)
7. Джунгли (4:05)
8. Иван и Данило (5:39)
9. Ангел (3:36)
10. Диплом (4:01)
11. О Лебеде Исчезнувшем (5:23)

### Бонус-треки
1. Они назовут это Блюз (2:07)
2. Бабушки (3:37)
3. Молодые львы (3:48)
4. Ангел всенародного похмелья (2:24)

## Подробнее о каждой композиции
- «Благословение холмов», концертная запись Алексея Ипатовцева 1987 года — Выходила в другом варианте на сборнике «Кунсткамера». Вошла в фильм Алексея Учителя «Рок».
- «Святой Герман» — Выходила в других версиях (без одного куплета) на сборниках «Кунсткамера» и «Сделано на Мосфильме».
- «Боже, храни полярников» — Выходила в сборнике «История Аквариума. Архив. Том III». Вошла в фильм Сергея Дебижева «Два капитана 2».
- «Не стой на пути у высоких чувств» — Выходила в сборниках «История Аквариума. Архив. Том III», «Сделано на Мосфильме» и «Территория».
- «Сестра» — Выходила в сборнике «Библиотека Вавилона. История Аквариума — Том 4».
- «Серебро господа моего» — Выходила в сборнике «Библиотека Вавилона. История Аквариума — Том 4» и в качестве бонус-трека к альбому «Равноденствие», на альбоме «Чёрная роза» — в другой версии.
- «Джунгли» — Выходила в сборнике «Библиотека Вавилона. История Аквариума — Том 4» в другой записи. Единственная песня на альбоме, в которой были дописаны новые партии инструментов (саксофон — Игорь Тимофеев, орган — Борис Рубекин) к выходу альбома в 2007 году.
- «Иван и Данило» — Запись Алексея Ипатовцева с концерта в БКЗ «Октябрьский» 26 января 1990 года, выходила в другой версии на альбоме «Письма капитана Воронина».
- «Ангел» — Выходила в концертной акустической версии на альбоме «Письма капитана Воронина».
- «Диплом» — Выходила на сборнике «История Аквариума. Архив. Том III».
- «О лебеде исчезнувшем» — Выходила в другой 12-минутной версии на сборнике «Сделано на Мосфильме». Вошла в фильм Сергея Соловьёва «Дом под звёздным небом».
- «Они назовут это Блюз» — Концертная запись Алексея Ипатовцева 1987 года. Студийная запись выходила бонус-треком в переиздании альбома «Пески Петербурга», в качестве бонуса к мультимедийному изданию «Кольцо времени» и на «Кунсткамере».
- «Бабушки» — Запись сольного концерта Гребенщикова в Межкниге в сентябре 1987 года.
- «Молодые львы» — Запись концерта в Ленинградском дворце молодёжи 18 февраля 1991 года. Студийная запись вошла в альбом «Radio Silence».
- «Ангел всенародного похмелья» — Входила в сборник «Библиотека Вавилона. История Аквариума — Том 4» в другой версии.

## Отзывы
Алексей Рыбин в своей книге 2013 года «Три кита: БГ, Майк, Цой» назвал «Феодализм» очень хорошим альбомом, согласился с утверждением Гребенщикова о ритмичности альбома, но нашёл его, несмотря на наличие затягивающих песен, его мощность и громкость, каким-то странно легковесным и, несмотря на лёгкость, странно недосказанным (независимо от его недописанности).